# Kaakkurijärvi (Pajala socken, Norrbotten, 745716-182758)
Kaakkurijärvi är en sjö i Pajala kommun i Norrbotten och ingår i Torneälvens huvudavrinningsområde.